# Toesa francesa
La toesa es una antigua unidad de longitud francesa que todavía corresponde a seis pies franceses. Una legua parisina equivalía a 2.000 toesas, es decir, unos 12.000 pies, por lo que una toesa equivalía a 6 pies. Mientras que la legua regular de Francia es de 2.283 toesas o 13.698 pies franceses. Sería equivalente a unos 1.949 m.
La toesa es una declaración de cantidad "contra" el patrón establecido (el equivalente a la cantidad medida que se realiza contra el patrón establecido). El encargado de medir y el verificador de la medida realizan la medición y su verificación. Era «el patrón metrólogico más aceptado en Francia.»

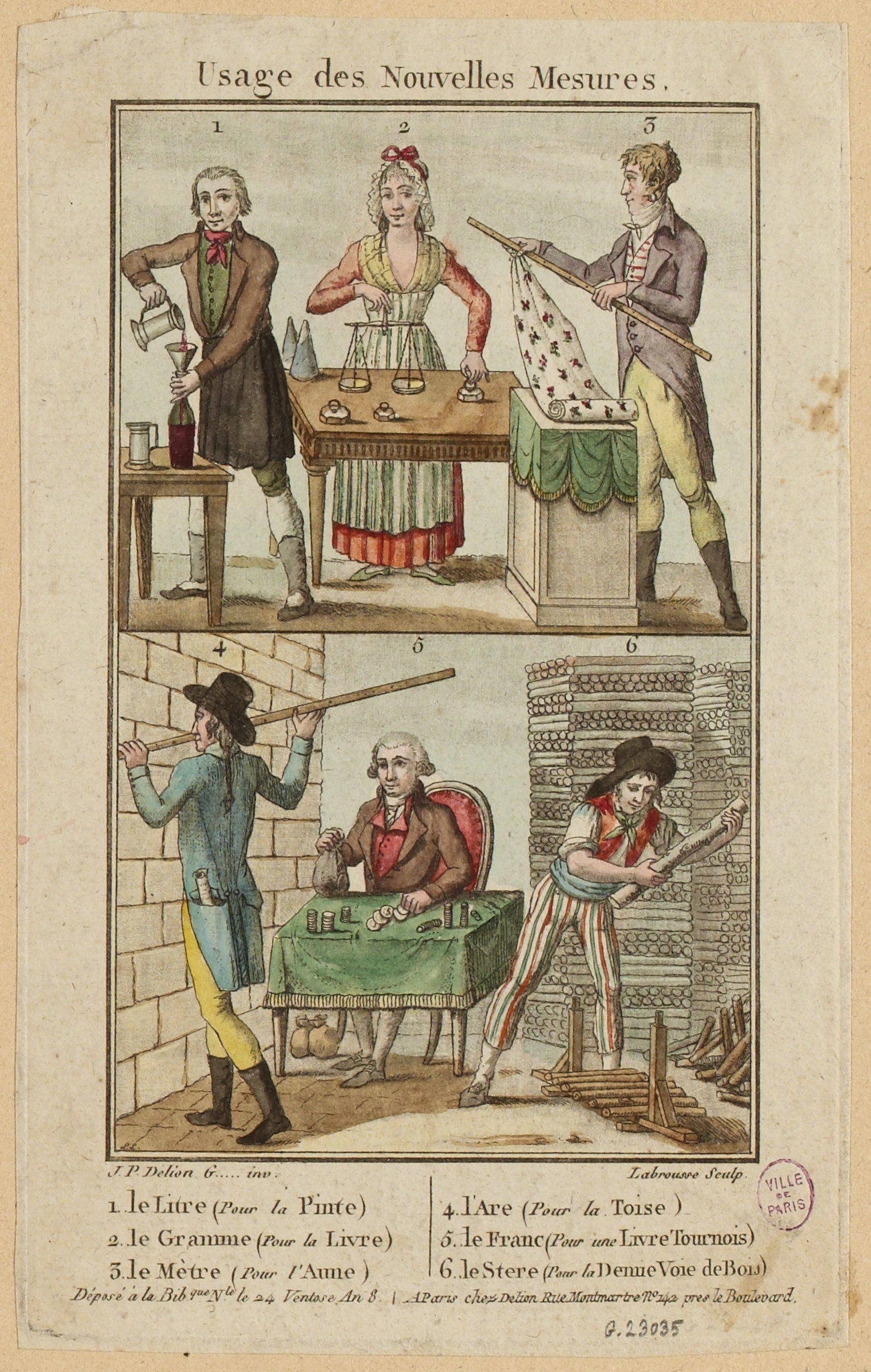
El uso de las nuevas medidas. Grabado de Labrousse. 1800.

## Etimología
La palabra francesa «toise», del latín tendere, significando «tender», significa «la medida del brazo», es decir, la envergadura del brazo. Por lo tanto, se basa en la distancia entre las puntas de los dedos, los dos brazos extendidos.

## Unidad de longitud
En la antigua Grecia se llamaba "orguía". Siempre hay exactamente seis pies en una cabeza de hambre. Para un pie "normal" de aproximadamente 30 cm, esto da una longitud aproximada de 1,80 m. Por tanto, esto corresponde tanto a la distancia entre los dos brazos extendidos como a la altura del humano. En el Canadá francés, su símbolo oficial es T.
Sólo en Francia, dado que el "pie de rey de Francia" era particularmente grande para compararlo con medidas equivalentes de otros lugares, la toesa se había especializado en medir el tamaño de la persona ("Passer sous la toise"), porque casi nadie medía más de seis pies de tamaño. Para designar el significado tradicional de "la extensión de los brazos", se creó otra "toesa" en Francia, que se llamaba braza, que medía cinco pies de rey. También en la época romana, la medida de cinco pies se atribuye al paso (de dos zancadas). En Francia, la braza también se utiliza para establecer la «toesa marina» (fathom en inglés, Faden en alemán), aunque en inglés y alemán esta última medida también es de seis pies.
Como en muchos otros países, la toesa se utilizó en Francia en la definición legal de unidades de longitud. Históricamente, tres brazas de longitudes diferentes eran de curso legal en Francia.

## Historia de la toesa de París
Desde la Edad Media, el patrón de la toesa de París se materializaba en una barra de hierro fijada en la pared del Grand Châtelet y que llevaba dos asas. Su existencia está atestiguada ya en 1394, aunque en realidad es realmente mucho más antigua. En una fecha “ligeramente anterior a 1667, este patrón se había deformado por una desviación del pilar sobre el que estaba sellado.» Colbert, en su función de Superintendente de Edificios, Artes y Manufacturas, decidió entonces restaurar el patrón de la toesa de París. Las condiciones exactas de este establecimiento no están documentadas, pero ya en 1667, los artesanos, en particular el gremio de albañiles, se dio cuenta de que el nuevo estándar difería significativamente de sus instrumentos de medición habituales. En comparación con su propio patrón, la “toesa del Escritorio”, que hasta ahora se suponía que era una copia al carbón de la (antigua) toesa del Châtelet, encontraron una diferencia de casi un 0,5% más corta para el nuevo patrón.
Para cualquier economía, desde la antigüedad, la precisión e invariabilidad de pesos y medidas fue de central importancia. Una diferencia de alrededor del 0,5% con respecto al patrón legal realmente equivaldría a un cambio en la medida de referencia. Ante múltiples quejas y a pesar de una demostración que establecía claramente una diferencia significativa entre la medida antigua y la medida nueva, Colbert decidió no cambiar de opinión y, en 1668, ordenó a los albañiles que se alinearan con el nuevo estándar de la toesa del Châtelet.
Desde entonces, la antigua toesa de París se suele denominar “la toesa del Escritorio”. Según la leyenda, era del tamaño de Felipe IV de Francia el Hermoso.

## El meridiano de París
Cuando se realizaron las mediciones y cálculos sobre el arco del meridiano de París, como base del origen del metro como unidad de medida, fue esta la unidad de medida empleada de partida para el establecimiento. Marien y Arróspide, en su tratado, recoge que el grado terrestre debajo del Ecuador medía 56.767 toesas, mientras que debajo del círculo polar eran 57.437 y debajo del meridiano de 45° eran 57.050.